# Championnats d'Afrique de semi-marathon
Les Championnats d'Afrique de semi-marathon sont une ancienne compétition d'athlétisme qui n'a connu que trois éditions, en 1995, en 1997 et en 1999.

## Éditions
| N° | Année | Ville hôte               |
| -- | ----- | ------------------------ |
| 1  | 1995  | Abidjan ( Côte d'Ivoire) |
| 2  | 1997  | Djibouti ( Djibouti)     |
| 3  | 1999  | Jijel ( Algérie)         |

## Médaillés

### Individuel hommes
| Année | Or                   | Or             | Argent                     | Argent         | Bronze              | Bronze         |
| ----- | -------------------- | -------------- | -------------------------- | -------------- | ------------------- | -------------- |
| 1995  | Ezael Thlobo (RSA)   | 1 h 6 min 0 s  | Willy Kalombo Mwenze (ZAI) | 1 h 6 min 36 s | Nixon Nkodima (RSA) | 1 h 6 min 43 s |
| 1997  | Ayele Mezegebu (ETH) | 1 h 6 min 18 s | Berhanu Adane (ETH)        | 1 h 6 min 21 s | Tesfaye Tola (ETH)  | 1 h 6 min 38 s |
| 1999  | Kamel Kohil (ALG)    | 1 h 4 min 38 s | Maxwell Zungu (RSA)        | 1 h 5 min 28 s | Ahmed Bulahia (ALG) | 1 h 5 min 34 s |

### Par équipes hommes
| Année | Or             | Or              | Argent | Argent | Bronze        | Bronze |
| ----- | -------------- | --------------- | ------ | ------ | ------------- | ------ |
| 1995  | Afrique du Sud | 9 pts           | Niger  | 25 pts | Côte d'Ivoire | 35 pts |
| 1999  | Algérie        | 3 h 16 min 17 s |        |        |               |        |

### Individuel femmes
| Année | Or                  | Or              | Argent            | Argent          | Bronze              | Bronze          |
| ----- | ------------------- | --------------- | ----------------- | --------------- | ------------------- | --------------- |
| 1997  | Meseret Kotu (ETH)  | 1 h 17 min 9 s  | Leila Aman (ETH)  | 1 h 17 min 48 s | Abeba Tola (ETH)    | 1 h 21 min 44 s |
| 1999  | Nasria Azaïdj (ALG) | 1 h 20 min 12 s | Sonia Agoun (TUN) | 1 h 20 min 42 s | Fatiha Hanika (ALG) | 1 h 25 min 40 s |

### Par équipes femmes
| Année | Or      | Or             | Argent | Argent | Bronze | Bronze |
| ----- | ------- | -------------- | ------ | ------ | ------ | ------ |
| 1999  | Tunisie | 4 h 9 min 30 s |        |        |        |        |